# Spilve
Spilve es un barrio de la ciudad de Riga, Letonia.

## Superficie
Posee una superficie de 9,576 kilómetros cuadrados (957,6 hectáreas).

## Población
Hasta 2021 presentaba una población de 79 habitantes, con una densidad de población de 8,249 habitantes por kilómetro cuadrado.

## Transporte

### Rutas
- Autobús: 3, 30, 38, 54.[1]
- Autobús expreso: 346.[1]